# 쏘우 3D
《쏘우 3D》(Saw 3D)는 케빈 그루터트 감독의 2010년의 3차원 공포 영화이다. 쏘우 영화 시리즈의 7번째이자 마지막판으로, 3차원으로 즐길 수 있는 유일한 영화 시리즈이다. 쏘우 3D는 2010년 10월 22일에 개봉 예정이었으나 미국, 캐나다에서 2010년 10월 29일로 한 주 늦추어졌다. 영국과 오스트레일리아에서는 하루 더 일찍 개봉되었다.

## 출연
- 토빈 벨 (Tobin Bell) - 직쏘
- 캐리 엘위스 (Cary Elwes) - 고든 박사
- 지나 홀든 (Gina Holden) - 조이스
- 코스타스 맨디로어 (Costas Mandylor) - 호프먼
- 벳시 러셀 (Betsy Russell) - 질
- 숀 패트릭 플래너리 (Sean Patrick Flanery) - 바비
- 체스터 베닝턴 (Chester Bennington) - 에번
- 태너드라 하워드 (Tanedra Howard) - 시몬
- 쇼나 맥도널드 (Shauna MacDonald) - 타라
- 채드 도널라 (Chad Donella) - 깁슨

## 같이 보기
- 쏘우